# Андрієвський Іван Семенович
Іван Андрієвський (24 (12) вересня 1856, Рашівка Гадяцький повіт, Полтавська губернія — 1909) — директор Глухівського учительського інституту (нині — Глухівський національний педагогічний університет імені Олександра Довженка) (1894—1905).

## Життєпис
Народився 12 (24 вересня — за новим стилем) 1856 р. у містечку Рашівка Гадяцького повіту Полтавської губернії в сім'ї священика (протоієрея).
Закінчив Київський університет св. Володимира (був учительським стипендіатом).
Із 1880 по 1894 рр. — викладач історії та географії.
З червня 1894 до серпня 1905 рр. — директор та викладач педагогіки в Глухівському вчительському інституті.
При викладанні історії звертався до інтелектуальної спадщини відомих античних мислителів (Гомера, Арістотеля, Анакреонта, Софокла та ін.), проводив екскурсії історичними місцями Наддніпрянської України, зокрема разом зі студентами виїжджав до Полтави.
За двадцятип'ятирічну службу зробив успішну кар'єру від викладача університету до статського радника.
1886 р. — нагороджений орденом св. Станіслава ІІІ ст..
1891 р. — нагороджений орденом св. Анни ІІІ ст..
1899 р. — нагороджений орденом св. Анни ІІ ст..
1903 р. — нагороджений орденом св. Володимира IV ст..
Помер, ймовірно, 1909 р.